# Адмиралска острва
Адмиралска острва су група од осамнаест вулканских и коралних острва у Бизмарковом архипелагуи имају површину од 2.072 km². Откривена су 1616, а од 1885. до 1914. била су немачки посед, а после британски, као део Територије Нове Гвинеје. Понекад их зову и Манус острва, по највећем острву. Острва чине део провинције Манус у Папуи Новој Гвинеји. Први Европљанин који је открио острва био је Холанђанин Схаутен 1616. године, а име им је дао истраживач Филип Картерет 1767. Становници су мешанци Меланежана и Папуанаца, гаје кокосове и саго палме и шећерну трску. Највећа острва архипелага су Манус (1.554 km²), Лос Негрос, Тонг, Пак, Рамбутио, Лау, Сент Ендруз, Балуан и Ндрова. Главни град је Лоренго. Острво Лос Негрос је ваздушна и поморска база. Многа од острва су атоли и ненасељена.